# Гирола
Гирола (Tangara gyrola) — вид горобцеподібних птахів родини саякових (Thraupidae). Мешкає в Центральній і Південній Америці.

## Опис

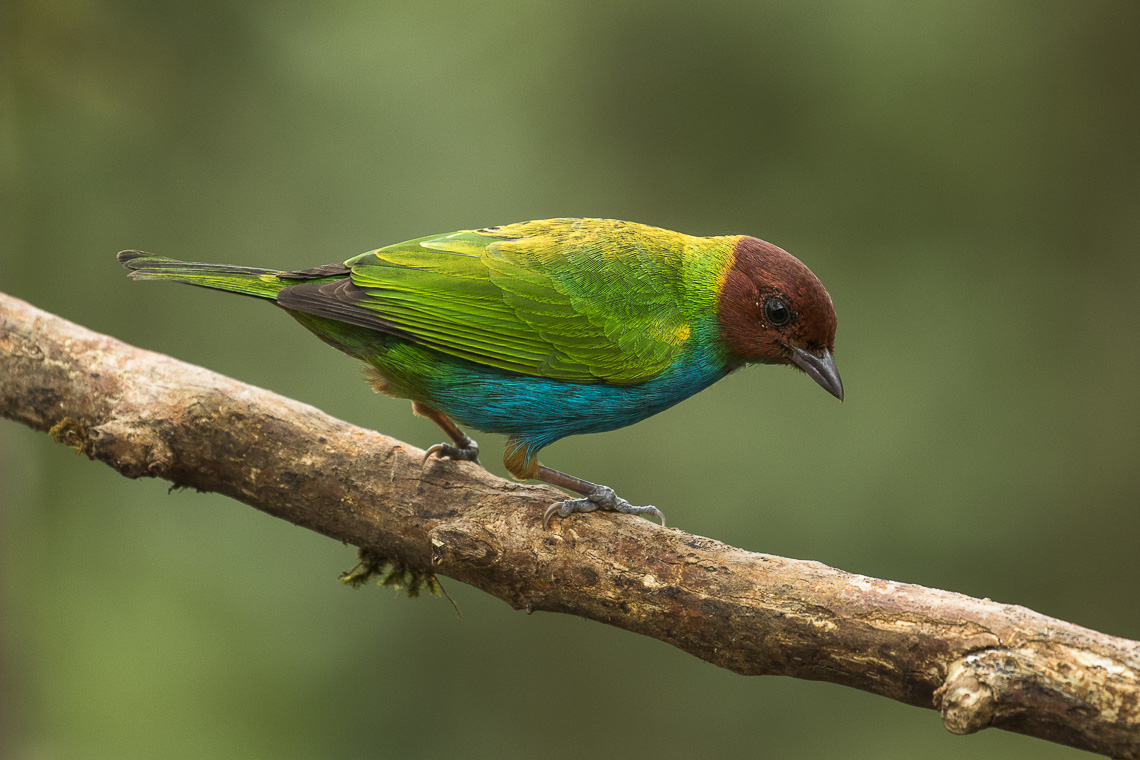
Гирола (Сан-Рамон, Алахуела, Коста-Рика)

Довжина птаха становить 13,5-14 см, вага 19-23 г. Голова червона, спина зелена нижня частина тіла бірюзова. У самців на шиї тонкий золотисто-жовтий "комір", плечі жовті. Стегна рудувато-коричневі. У самиць голова руда, забарвлення загалом менш яскраве. Дзьоб чорнуватий, біля основи світліший, лапи сірі. Представники різних підвидів різняться за забарвленням: так, у представників підвиду T. g. viridissima нижня частина тіла і спина зелені.

## Таксономія
Гирола була описаний шведським натуралістом Карлом Ліннеєм у 1766 році, в дванадцятому виданні його праці «Systema Naturae» під назвою Fringilla gyrola. Лінней опирався на більш ранній опис, зроблений англійським натуралістом Джорджем Едвардсом у 1734 році в праці «A Natural History of Uncommon Birds». Типовою місцевістю виду був визначений Суринам. Пізніше гиролу було переведено до роду Танагра (Tangara), описаного французьким натуралістом Матюреном Жаком Бріссоном у 1760 році.

## Підвиди
Виділяють дев'ять підвидів:
- T. g. bangsi (Hellmayr, 1911) — від Нікарагуа до західної Панами;
- T. g. deleticia (Bangs, 1908) — східна Панама (Дар'єн), західна і центральна Колумбія;
- T. g. nupera Bangs, 1917 — крайній південний захід Колумбії (Нариньйо), західний Еквадор і північний захід Перу (Тумбес);
- T. g. toddi Bangs & Penard, TE, 1921 — Анди на північному сході Колумбії та у Венесуелі (Кордильєра-де-Мерида, Прибережний хребет), гірський масив Сьєрра-Невада-де-Санта-Марта і гори Сьєрра-де-Періха);
- T. g. viridissima (Lafresnaye, 1847) — північно-східна Венесуела (зокрема на півострові Парія[en]), острів Тринідад;
- T. g. catharinae (Hellmayr, 1911) — східні схили Анд в Колумбії, Еквадорі, Перу і Болівії;
- T. g. parva Zimmer, JT, 1943 — від південно-східної Колумбії до північнної Венесуели, північно-східного Перу і північно-західної Бразильської Амазонії;
- T. g. gyrola (Linnaeus, 1758) — південно-східна Венесуела, Гвіана і північ Бразильської Амазонії;
- T. g. albertinae (Pelzeln, 1877) — центральна Бразилія (на південь від Амазонки, від річки Пурус до Пари і північного Мату-Гросу).

## Поширення і екологія
Гироли мешкають в Нікарагуа, Коста-Риці, Панамі, Колумбії, Еквадорі, Перу, Болівії, Бразилії, Венесуелі, Гаяні, Суринамі, Французькій Гвіані та на Тринідаді і Тобаго. Вони живуть в кронах вологих рівнинних, гірських і заболочених тропічних лісів, на узліссях і галявинах, в рідколіссях і на плантаціях. Зустрічаються парами або зграйками, на висоті до 1800 м над рівнем моря. Іноді приєднуються до змішаних зграй птахів. Частина гірських популяцій взимку мігрують в долини. Гироли живляться плодами Coussapoa і Cecropia, ягодами меластомових і Lycianthes, а також комахами. Гніздо чашоподібне, розміщується на дереві, на висоті від 2 до 8 м над землею. В кладці 2 білих, поцяткованих коричневими плямками яйця. Інкубаційний період триває 13-14 днів, пташенята покидають гніздо через 15-16 днів після вилуплення.